# Farschviller
Ne doit pas être confondu avec Farschweiler.
Farschviller (prononcer [faʁʃvilɛʁ] ; Faarschwiller en platt) est une commune française située dans le département de la Moselle et le bassin de vie de la Moselle-Est, en région Grand Est.

## Géographie
| Farébersviller    | Théding      | Tenteling    |
| Henriville Cappel | Farschviller | Diebling     |
| Seingbouse        |              | Loupershouse |

- Altitude moyenne : environ 250 mètres.
- Superficie : 11,25 km2.
- Latitude : 49.093 degrés Nord
- Longitude de 6.894 degrés Est[1].

### Hydrographie
La commune est située dans le bassin versant du Rhin au sein du bassin Rhin-Meuse. Elle est drainée par le ruisseau le Moderbach, le ruisseau de Nachtweide et le ruisseau de Wustwiese.
Le Moderbach, d'une longueur totale de 21,8 km, prend sa source dans la commune et se jette dans l'Albe à Sarralbe, après avoir traversé huit communes.

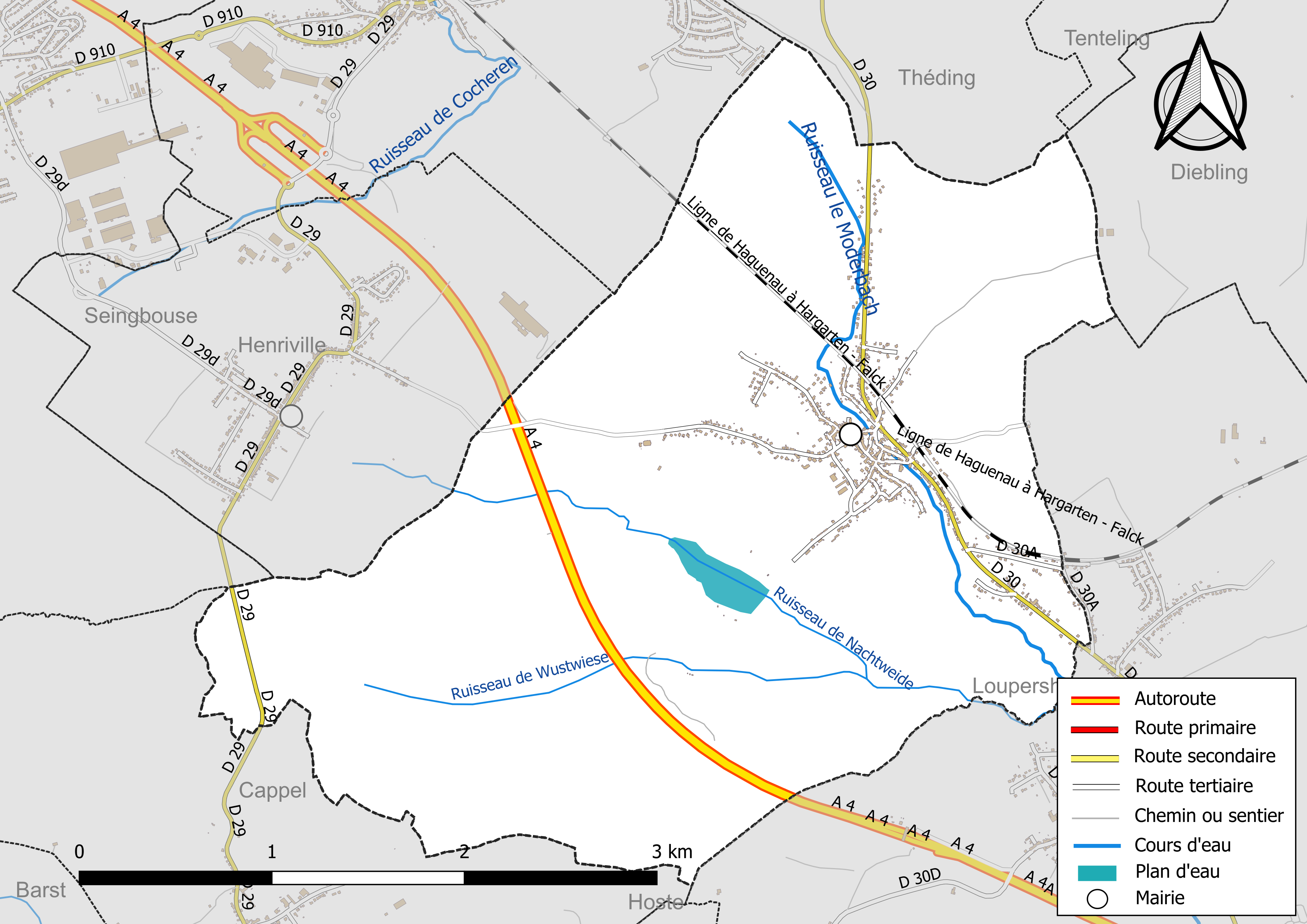
Réseaux hydrographique et routier de Farschviller.

La qualité des eaux des principaux cours d'eau de la commune, notamment du ruisseau le Moderbach, peut être consultée sur un site spécial géré par les agences de l’eau et l’Agence française pour la biodiversité.

### Climat
Pour des articles plus généraux, voir Climat du Grand Est et Climat de la Moselle.
En 2010, le climat de la commune est de type climat des marges montargnardes, selon une étude du Centre national de la recherche scientifique s'appuyant sur une série de données couvrant la période 1971-2000. En 2020, Météo-France publie une typologie des climats de la France métropolitaine dans laquelle la commune est exposée à un climat semi-continental et est dans la région climatique  Lorraine, plateau de Langres, Morvan, caractérisée par un hiver rude (1,5 °C), des vents modérés et des brouillards fréquents en automne et hiver. 
Pour la période 1971-2000, la température annuelle moyenne est de 9,8 °C, avec une amplitude thermique annuelle de 17 °C. Le cumul annuel moyen de précipitations est de 860 mm, avec 12 jours de précipitations en janvier et 9,5 jours en juillet. Pour la période 1991-2020, la température moyenne annuelle observée sur la station météorologique de Météo-France la plus proche, « Seingbouse », sur la commune de Seingbouse à 5 km à vol d'oiseau, est de 10,5 °C et le cumul annuel moyen de précipitations est de 731,4 mm. 
La température maximale relevée sur cette station est de 37,9 °C, atteinte le 25 juillet 2019 ; la température minimale est de −17 °C, atteinte le 20 décembre 2009,,. 
Les paramètres climatiques de la commune ont été estimés pour le milieu du siècle (2041-2070) selon différents scénarios d'émission de gaz à effet de serre à partir des nouvelles projections climatiques de référence DRIAS-2020. Ils sont consultables sur un site spécial publié par Météo-France en novembre 2022.

## Urbanisme

### Typologie
Au 1er janvier 2024, Farschviller est catégorisée bourg rural, selon la nouvelle grille communale de densité à sept niveaux définie par l'Insee en 2022.
Elle appartient à l'unité urbaine de Farschviller, une agglomération intra-départementale regroupant deux  communes, dont elle est ville-centre,,. La commune est en outre hors attraction des villes,.

### Occupation des sols
L'occupation des sols de la commune, telle qu'elle ressort de la base de données européenne d’occupation biophysique des sols Corine Land Cover (CLC), est marquée par l'importance des forêts et milieux semi-naturels (48,6 % en 2018), une proportion sensiblement équivalente à celle de 1990 (48,8 %). La répartition détaillée en 2018 est la suivante : forêts (46,1 %), prairies (14 %), terres arables (13 %), cultures permanentes (9,8 %), zones urbanisées (8,5 %), zones agricoles hétérogènes (5,6 %), milieux à végétation arbustive et/ou herbacée (2,5 %), mines, décharges et chantiers (0,5 %). L'évolution de l’occupation des sols de la commune et de ses infrastructures peut être observée sur les différentes représentations cartographiques du territoire : la carte de Cassini (XVIIIe siècle), la carte d'état-major (1820-1866) et les cartes ou photos aériennes de l'IGN pour la période actuelle (1950 à aujourd'hui).

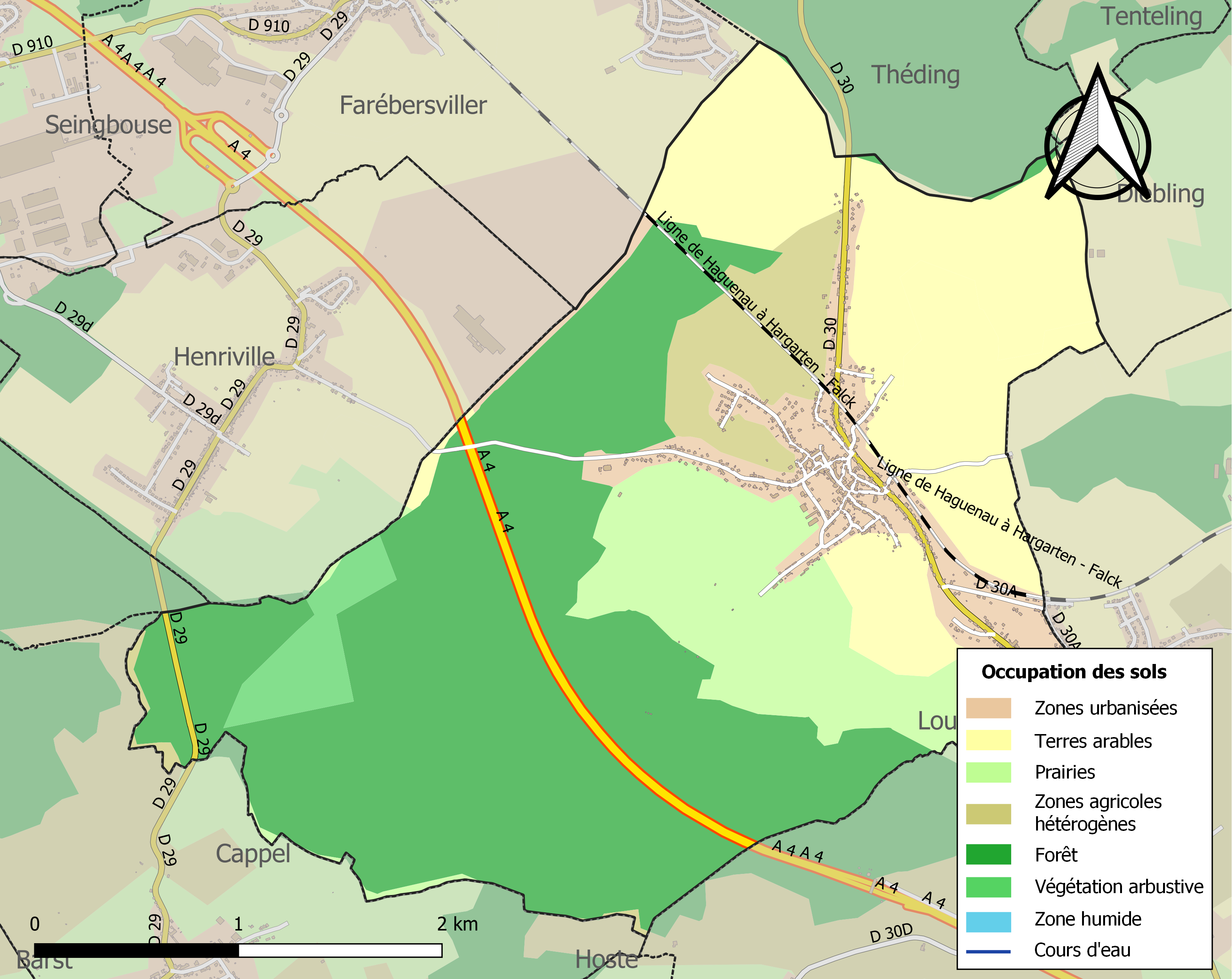
Carte des infrastructures et de l'occupation des sols de la commune en 2018 (CLC).

## Toponymie
- Ancien noms[16],[17] : Wilre (785), Fardulwilre (1125)[18], Farswillers et Farswiller (1214), Warswilra (1332), Farchwiller et Warswiller (1525), Farswiler et Farsweiler (1544), Farsweiler et Farssweiler (1594), Farschweiler et Farschweiller (1751), Farschwiller (1801), Farschevillers et Farschweiller (1825).
- Farschweiler sous les régimes allemands. Faarschwiller en francique lorrain.

## Histoire
- Possession de l'abbaye de Saint-Denis de Paris.
- Dépendit du comté de Salm, puis de celui de Puttelange.
- Réuni à la France en 1801.

## Politique et administration
| Période                                  | Période   | Identité          | Étiquette | Qualité |
| ---------------------------------------- | --------- | ----------------- | --------- | ------- |
| mars 1959                                | mars 1977 | Bernard Hoffmann  |           |         |
| mars 1977                                | mars 1983 | Fernand Gertner   |           |         |
| mars 1983                                | 1992      | Marcel Thirion    |           |         |
| 1992                                     | 1995      | Jean-Claude Bihl  |           |         |
| mars 1995                                | mars 2008 | André Jacques     |           |         |
| mars 2008                                | En cours  | Christophe Muller |           |         |
| Les données manquantes sont à compléter. |           |                   |           |         |

## Démographie
L'évolution du nombre d'habitants est connue à travers les recensements de la population effectués dans la commune depuis 1793. Pour les communes de moins de 10 000 habitants, une enquête de recensement portant sur toute la population est réalisée tous les cinq ans, les populations de référence des années intermédiaires étant quant à elles estimées par interpolation ou extrapolation. Pour la commune, le premier recensement exhaustif entrant dans le cadre du nouveau dispositif a été réalisé en 2007.

En 2022, la commune comptait 1 325 habitants, en évolution de −5,02 % par rapport à 2016 (Moselle : +0,52 %, France hors Mayotte : +2,11 %).
| 1793 | 1800 | 1806 | 1821 | 1836 | 1841 | 1861 | 1866 | 1871 |
| ---- | ---- | ---- | ---- | ---- | ---- | ---- | ---- | ---- |
| 391  | 429  | 495  | 507  | 650  | 762  | 691  | 740  | 782  |

| 1875 | 1880 | 1885 | 1890 | 1895 | 1900 | 1905 | 1910 | 1921 |
| ---- | ---- | ---- | ---- | ---- | ---- | ---- | ---- | ---- |
| 747  | 735  | 643  | 650  | 714  | 785  | 860  | 891  | 844  |

| 1926 | 1931 | 1936  | 1946  | 1954  | 1962  | 1968  | 1975  | 1982  |
| ---- | ---- | ----- | ----- | ----- | ----- | ----- | ----- | ----- |
| 936  | 958  | 1 034 | 1 018 | 1 131 | 1 264 | 1 303 | 1 282 | 1 255 |

| 1990  | 1999  | 2006  | 2007  | 2012  | 2017  | 2022  | - | - |
| ----- | ----- | ----- | ----- | ----- | ----- | ----- | - | - |
| 1 211 | 1 378 | 1 494 | 1 510 | 1 489 | 1 356 | 1 325 | - | - |

## Culture locale et patrimoine

### Lieux et monuments
- Vestiges d'une villa romaine.
- Presbytère, mairie et école : architecture à colombage en grès des Vosges.
- Ruines du château de Farschviller.
- Aqueduc XVIIIe siècle.

#### Édifices religieux

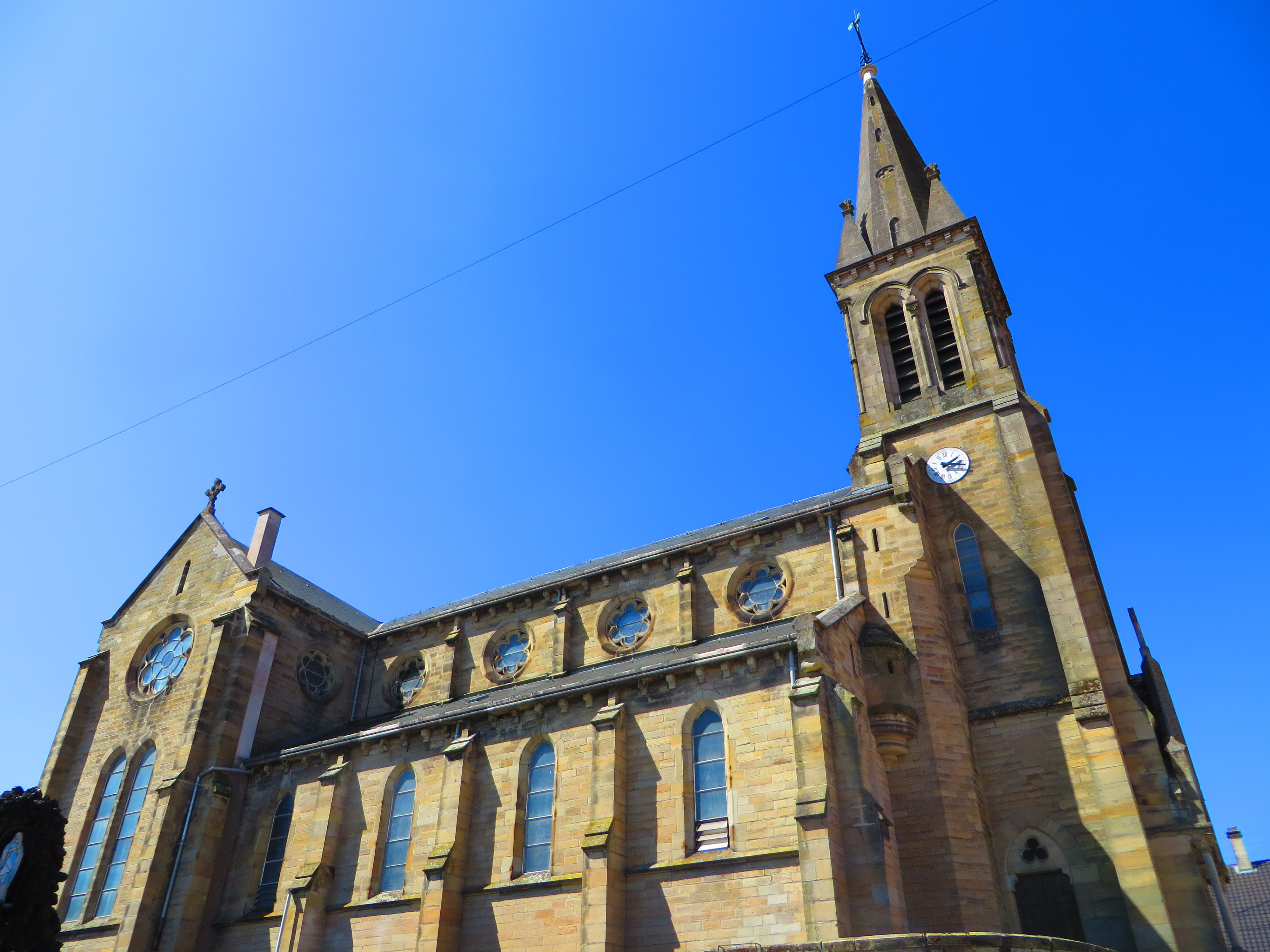
Église Saint-Denis.

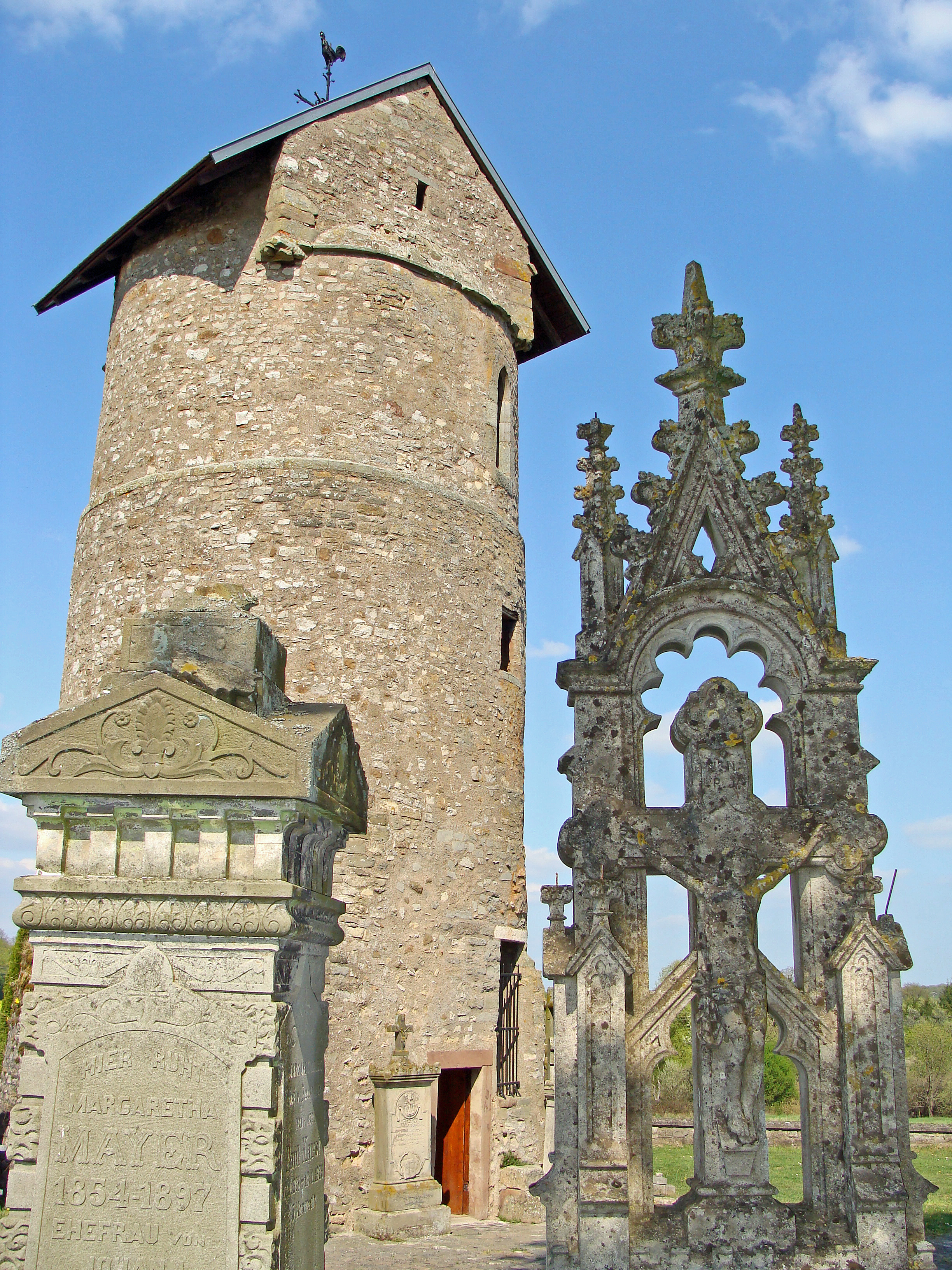
Tour romane du cimetière.

- Église Saint-Denis, XIIIe siècle, détruite XVIIe siècle : tour ronde à trois étages XIIIe siècle, statue de la Vierge XIVe siècle.
- Église catholique Saint-Denis, 1866, néogothique.
- Chapelle catholique de La Tour du Cimetière du XIIe siècle. Architecture romane.
- Ancien cimetière : croix tombales.

### Personnalités liées à la commune
Kevin Mayer, athlète dont la famille est originaire de Farschviller.

### Héraldique
| Blason de Farschviller | Blason  | D'or à trois pals d'azur, au lion couronné d'argent, armé et lampassé du champ, brochant sur le tout. |
| Blason de Farschviller | Détails | Le statut officiel du blason reste à déterminer.                                                      |